# Леттнер, Кристиан
Кристиан Дональд Леттнер (англ. Christian Donald Laettner; 17 августа 1969, Ангола, Нью-Йорк, США) — американский баскетболист, который провел 13 сезонов в НБА. В 1991 и 92 годах Леттнер становился чемпионом Университетской Лиги в составе Duke University Blue Devils. Чемпион олимпийских игр 1992 года, в составе мужской сборной США по баскетболу. Был задрафтован под третьим номером драфта 1992 года, после Шакила О’Нила и Алонзо Моурнинга. Выступал за команды «Миннесота Тимбервулвз» (1992-96), «Атланта Хокс» (1996-98), «Детройт Пистонс» (1999—2000), «Вашингтон Уизардс» (2001-04), «Майами Хит» (2004-05). Завершил свою карьеру в 2005 году. Женат, имеет двух дочерей и сына. Бизнесмен.

## Биография
За 13 лет своей баскетбольной карьеры в НБА,этот воспитанник баскетбольной школы университета Дьюк успел поиграть во многих командах. Бытует мнение, что Леттнер так и не смог раскрыться в НБА полностью как игрок, ввиду его многочисленных травм, которые преследовали его на протяжении почти всей карьеры. Последние годы своей карьеры не являлся игроком стартового состава ни «Даллас Маверикс» ни «Майами Хит».

## Карьера в колледже
Леттнер особенно известен своим финальным броском в Игре «Дьюк»-«Кентукки», спасший Дьюк и вырвавший победу со счетом 104—103 в 1992 NCAA Division I Men's Tournament. Леттнер — обладатель практически всех трофеев Университетской Лиги.

## Олимпийские Игры 1992
Кристиан также был членом сборной США по баскетболу на Олимпиаде 1992, которая, как полагают, была самой великой из всех собираемых когда либо. Он помог команде выиграть золотые медали той Олимпиады. Леттнер был единственным игроком из колледжа, который был выбран в Сборную.
В сентябре 1989 года на 95-й сессии Международного олимпийского комитета в Пуэрто-Рико было принято беспрецедентное решение о допуске для участия в Олимпийских играх профессиональных баскетболистов. На Олимпийские игры-1992 в Барселону приехали Ларри Бёрд, Мэджик Джонсон, Чарльз Баркли, Крис Маллин, Патрик Юинг, Клайд Дрекслер, Джон Стоктон, Майкл Джордан… Сборную США тут же окрестили Dream Team — «командой мечты» и действительно такой команды ни до ни после в мире больше не было. Во всех 8 проведённых матчах американцы неизменно набирали больше ста очков, их тренер Чак Дэйли не взял за весь турнир ни одного тайм-аута, в очередь за автографами американцев после игр выстраивались не только болельщики, но и игроки команды-соперницы. Сборная Литвы в полуфинале была разбита со счётом 127:76, Хорватия в финале — 117:85.

## После завершения карьеры
Леттнер, совместно с бывшим партнерами по команде Университета Дьюк, Томом Ниманом и Брайаном Дэвисом, владеет компанией «Blue Devil Ventures».Эта компания базируется в городе Дарем, Северная Каролина и занимается сдачей в аренду табачных складов, построенных между 1899—1926 годами.
В 2001 Леттнер пожертвовал $1 миллион своей средней школе, Школе Николса в Буффало, Нью-Йорке, чтобы создать стипендиальный фонд для студентов в финансовой потребности и помочь в завершении строительства нового спортзала.
В 2005, Леттнер и Дэвис пожертвовали $2 миллиона мужской баскетбольной программе Университета Дьюк, чтобы обеспечить спортивную стипендию и поддержать строительство запланированного центра легкой атлетики и баскетбольной практики. Их пожертвование Благотворительному фонду Университета Дьюк — который стремится сделать баскетбольную программу Герцога финансово самостоятельной — представляет самое большое пожертвование бывшими баскетболистами Дьюка этой программе, к примеру Грант Хилл пожертвовал $1 миллион в 2000 году.
В октябре 2006 инвестиционная группа включая Леттенра и бывшего товарища по команде Брайана Дэвиса согласилась приобрести 70%-ую долю клуба «Мемфис Гриззлис» от текущего владельца , Майкла Хейсли. Однако покупка провалилась, когда Дэвис и Леттнер не смогли найти $252 миллиона, на покупку доли управления Хейсли. Леттнер и Дэвис купили операционные права для Высшей Футбольной Лиги Округа Колумбия. Чуть раньше Леттнер присоединился к Джейсону Кидду и другим инвесторам при покупке бейсбольной команды из Финикса класса Triple A MiLB.

## Статистика

### Статистика в НБА
| Сезон                                                                                    | Команда   | Регулярный сезон | Регулярный сезон | Регулярный сезон | Регулярный сезон | Регулярный сезон | Регулярный сезон | Регулярный сезон | Регулярный сезон | Регулярный сезон | Регулярный сезон | Регулярный сезон | Серия плей-офф | Серия плей-офф | Серия плей-офф | Серия плей-офф | Серия плей-офф | Серия плей-офф | Серия плей-офф | Серия плей-офф | Серия плей-офф | Серия плей-офф | Серия плей-офф |
| Сезон                                                                                    | Команда   | GP               | GS               | MPG              | FG%              | 3P%              | FT%              | RPG              | APG              | SPG              | BPG              | PPG              | GP             | GS             | MPG            | FG%            | 3P%            | FT%            | RPG            | APG            | SPG            | BPG            | PPG            |
| ---------------------------------------------------------------------------------------- | --------- | ---------------- | ---------------- | ---------------- | ---------------- | ---------------- | ---------------- | ---------------- | ---------------- | ---------------- | ---------------- | ---------------- | -------------- | -------------- | -------------- | -------------- | -------------- | -------------- | -------------- | -------------- | -------------- | -------------- | -------------- |
| 1992/93                                                                                  | Миннесота | 81               | 81               | 34,9             | 47,4             | 10,0             | 83,5             | 8,7              | 2,8              | 1,3              | 1,0              | 18,2             | Не участвовал  | Не участвовал  | Не участвовал  | Не участвовал  | Не участвовал  | Не участвовал  | Не участвовал  | Не участвовал  | Не участвовал  | Не участвовал  | Не участвовал  |
| 1993/94                                                                                  | Миннесота | 70               | 67               | 34,7             | 44,8             | 24,0             | 78,3             | 8,6              | 4,4              | 1,2              | 1,2              | 16,8             | Не участвовал  | Не участвовал  | Не участвовал  | Не участвовал  | Не участвовал  | Не участвовал  | Не участвовал  | Не участвовал  | Не участвовал  | Не участвовал  | Не участвовал  |
| 1994/95                                                                                  | Миннесота | 81               | 80               | 34,2             | 48,9             | 32,5             | 81,8             | 7,6              | 2,9              | 1,2              | 1,1              | 16,3             | Не участвовал  | Не участвовал  | Не участвовал  | Не участвовал  | Не участвовал  | Не участвовал  | Не участвовал  | Не участвовал  | Не участвовал  | Не участвовал  | Не участвовал  |
| 1995/96                                                                                  | Миннесота | 44               | 44               | 34,5             | 48,6             | 29,0             | 81,6             | 6,9              | 2,9              | 0,9              | 1,0              | 18,0             | Не участвовал  | Не участвовал  | Не участвовал  | Не участвовал  | Не участвовал  | Не участвовал  | Не участвовал  | Не участвовал  | Не участвовал  | Не участвовал  | Не участвовал  |
| 1995/96                                                                                  | Атланта   | 30               | 27               | 32,6             | 48,9             | 0,0              | 82,3             | 7,9              | 2,3              | 1,0              | 0,9              | 14,2             | 10             | 10             | 33,4           | 48,4           | 33,3           | 70,4           | 6,9            | 1,5            | 1,2            | 1,0            | 15,7           |
| 1996/97                                                                                  | Атланта   | 82               | 82               | 38,3             | 48,6             | 35,2             | 81,6             | 8,8              | 2,7              | 1,2              | 0,8              | 18,1             | 10             | 10             | 40,3           | 40,5           | 19,0           | 85,7           | 7,2            | 2,6            | 1,0            | 0,8            | 17,6           |
| 1997/98                                                                                  | Атланта   | 74               | 49               | 30,8             | 48,5             | 22,2             | 86,4             | 6,6              | 2,6              | 1,0              | 1,0              | 13,8             | 4              | 0              | 21,8           | 34,3           | 0,0            | 88,2           | 4,3            | 1,0            | 1,5            | 0,3            | 9,8            |
| 1998/99                                                                                  | Детройт   | 16               | 0                | 21,1             | 35,8             | 33,3             | 77,2             | 3,4              | 1,5              | 0,9              | 0,8              | 7,6              | 5              | 0              | 24,6           | 42,6           | -              | 78,6           | 2,8            | 2,2            | 0,8            | 0,2            | 10,2           |
| 1999/00                                                                                  | Детройт   | 82               | 82               | 29,8             | 47,3             | 29,2             | 81,2             | 6,7              | 2,3              | 1,0              | 0,5              | 12,2             | 3              | 3              | 25,0           | 41,2           | -              | 75,0           | 5,0            | 2,0            | 0,0            | 0,3            | 6,7            |
| 2000/01                                                                                  | Даллас    | 53               | 35               | 17,5             | 51,1             | 33,3             | 81,7             | 4,0              | 1,3              | 0,8              | 0,5              | 7,5              | Не участвовал  | Не участвовал  | Не участвовал  | Не участвовал  | Не участвовал  | Не участвовал  | Не участвовал  | Не участвовал  | Не участвовал  | Не участвовал  | Не участвовал  |
| 2000/01                                                                                  | Вашингтон | 25               | 13               | 29,3             | 49,1             | 30,0             | 84,4             | 6,1              | 2,3              | 1,2              | 0,8              | 13,2             | Не участвовал  | Не участвовал  | Не участвовал  | Не участвовал  | Не участвовал  | Не участвовал  | Не участвовал  | Не участвовал  | Не участвовал  | Не участвовал  | Не участвовал  |
| 2001/02                                                                                  | Вашингтон | 57               | 48               | 25,3             | 46,4             | 20,0             | 86,8             | 5,3              | 2,6              | 1,1              | 0,4              | 7,1              | Не участвовал  | Не участвовал  | Не участвовал  | Не участвовал  | Не участвовал  | Не участвовал  | Не участвовал  | Не участвовал  | Не участвовал  | Не участвовал  | Не участвовал  |
| 2002/03                                                                                  | Вашингтон | 76               | 66               | 29,2             | 49,4             | 12,5             | 83,3             | 6,6              | 3,1              | 1,1              | 0,5              | 8,3              | Не участвовал  | Не участвовал  | Не участвовал  | Не участвовал  | Не участвовал  | Не участвовал  | Не участвовал  | Не участвовал  | Не участвовал  | Не участвовал  | Не участвовал  |
| 2003/04                                                                                  | Вашингтон | 48               | 18               | 20,5             | 46,5             | 28,6             | 80,0             | 4,8              | 1,9              | 0,8              | 0,6              | 5,9              | Не участвовал  | Не участвовал  | Не участвовал  | Не участвовал  | Не участвовал  | Не участвовал  | Не участвовал  | Не участвовал  | Не участвовал  | Не участвовал  | Не участвовал  |
| 2004/05                                                                                  | Майами    | 49               | 0                | 15,1             | 58,2             | 14,3             | 76,3             | 2,7              | 0,8              | 0,7              | 0,3              | 5,3              | 13             | 0              | 10,5           | 50,0           | 0,0            | 83,3           | 1,9            | 0,5            | 0,3            | 0,0            | 2,2            |
|                                                                                          | Всего     | 868              | 692              | 29,7             | 48,0             | 26,1             | 82,0             | 6,7              | 2,6              | 1,1              | 0,8              | 12,8             | 45             | 23             | 25,7           | 43,2           | 17,9           | 79,4           | 4,7            | 1,5            | 0,8            | 0,5            | 10,5           |
| Наведите курсор мыши на аббревиатуры в заголовке таблицы, чтобы прочесть их расшифровку. |           |                  |                  |                  |                  |                  |                  |                  |                  |                  |                  |                  |                |                |                |                |                |                |                |                |                |                |                |